# Donop (Adelsgeschlecht)

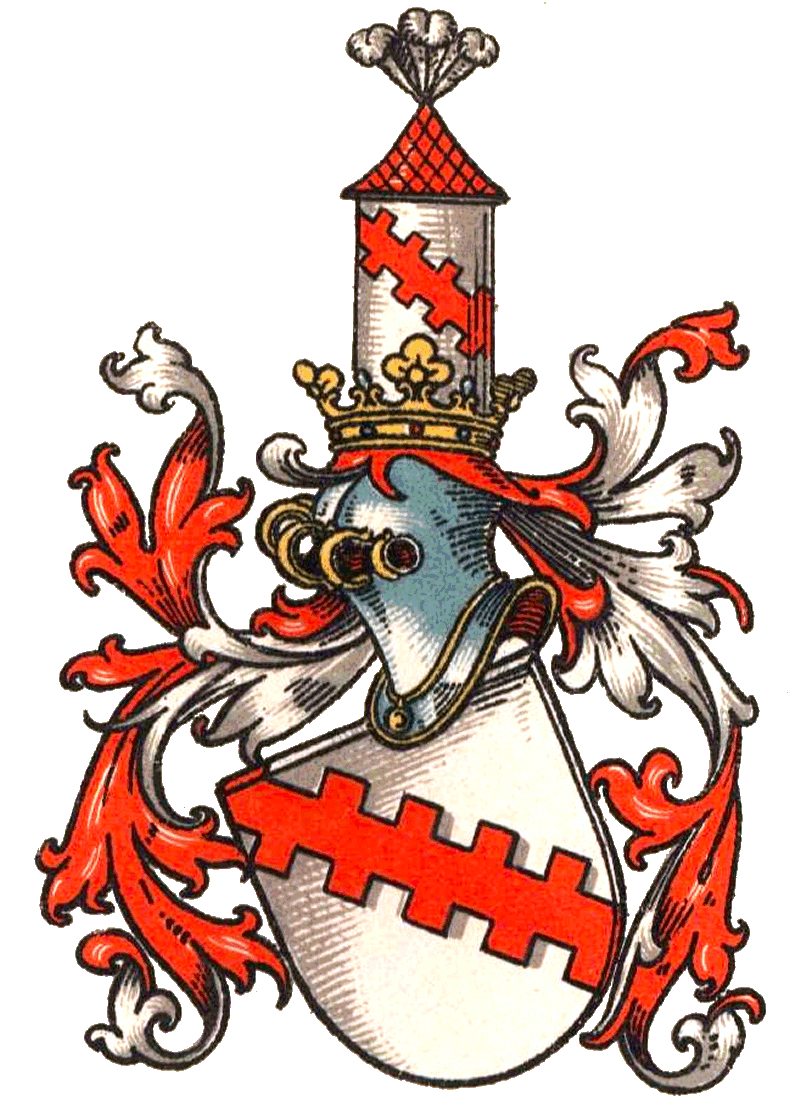
Stammwappen derer von Donop im Wappenbuch des Westfälischen Adels

Donop ist der Name eines niedersächsischen/lippischen Uradelsgeschlechts aus der Grafschaft Lippe mit dem gleichnamigen Stammhaus in der ehemaligen Vogtei Donop im heutigen Kreis Lippe.

## Geschichte
Ein Johann von Donop ist schon um 1220 als Ritter in Diensten des Volkwin von Schwalenberg genannt. Urkundlich erscheint er dann erstmals am 14. April 1227. Die ununterbrochene Stammreihe beginnt 1240 mit dem Ritter Lambert von Donop. Für Lambert ist die Verbindung von Name und Herkunft von der Gemarkung „Lüdershof“ in der Nähe des lippischen Orts Donop beziehungsweise Altendonop nachweisbar. Zahlreiche Glieder des Geschlechts waren seit dem Mittelalter Vasallen und Ministeriale (z. B. Droste) der Herren, Grafen und Fürsten zur Lippe und der Landgrafen von Hessen-Kassel.
Die von Donop waren durch das Mittelalter die Erbburgmänner des lippischen Schlosses Blomberg. Aus dem späteren Wöbbeler Zweig wurden die Brüder Anton und Christoph von Donop im Jahre 1548 vom Kaiser Karl V. in einem Schutzbriefe, unter Anerkennung ihrer freiherrlichen Würde, in jenem Amte bestätigt. Weitere Glieder des Geschlechts wurden in den Grafenstand erhoben, hinterließen jedoch keine direkten Nachkommen.
Im auswärtigen Dienst wurde Leopold Moritz von Donop im Jahr 1747 von Ludwig XV. in den französischen Grafenstand erhoben und starb im hohen Alter kinderlos als Mestre de camp in Frankreich.

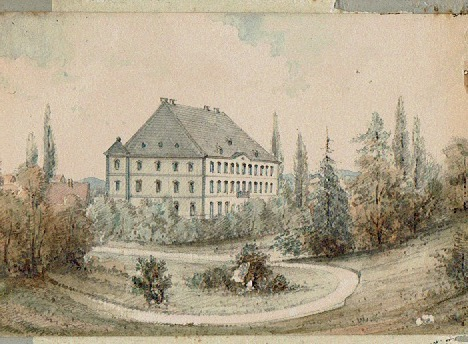
Schloss Wöbbel, Aquarell von Hugo von Donop zu Wöbbel 1862

## Schloss und Rittergut Wöbbel
Im Jahre 1550 übernahm die Familie von Donop das Rittergut in Wöbbel.
Das Schloss Wöbbel wurde im Jahr 1690 von dem lippischen Landdrosten Levin Moritz von Donop erbaut und gilt als eines der bedeutendsten Barockschlösser im Kreis Lippe. Es war ehemals von einer rechteckigen Gräfte umgeben, die Im Jahre 1870 zugeschüttet wurde.
Seit den Fünfzigerjahren wird die Anlage nicht mehr als Haupthof für den land- und forstwirtschaftlichen Betriebsablauf genutzt.
Bis heute befindet sich das Rittergut im Besitz der Familie von Donop.

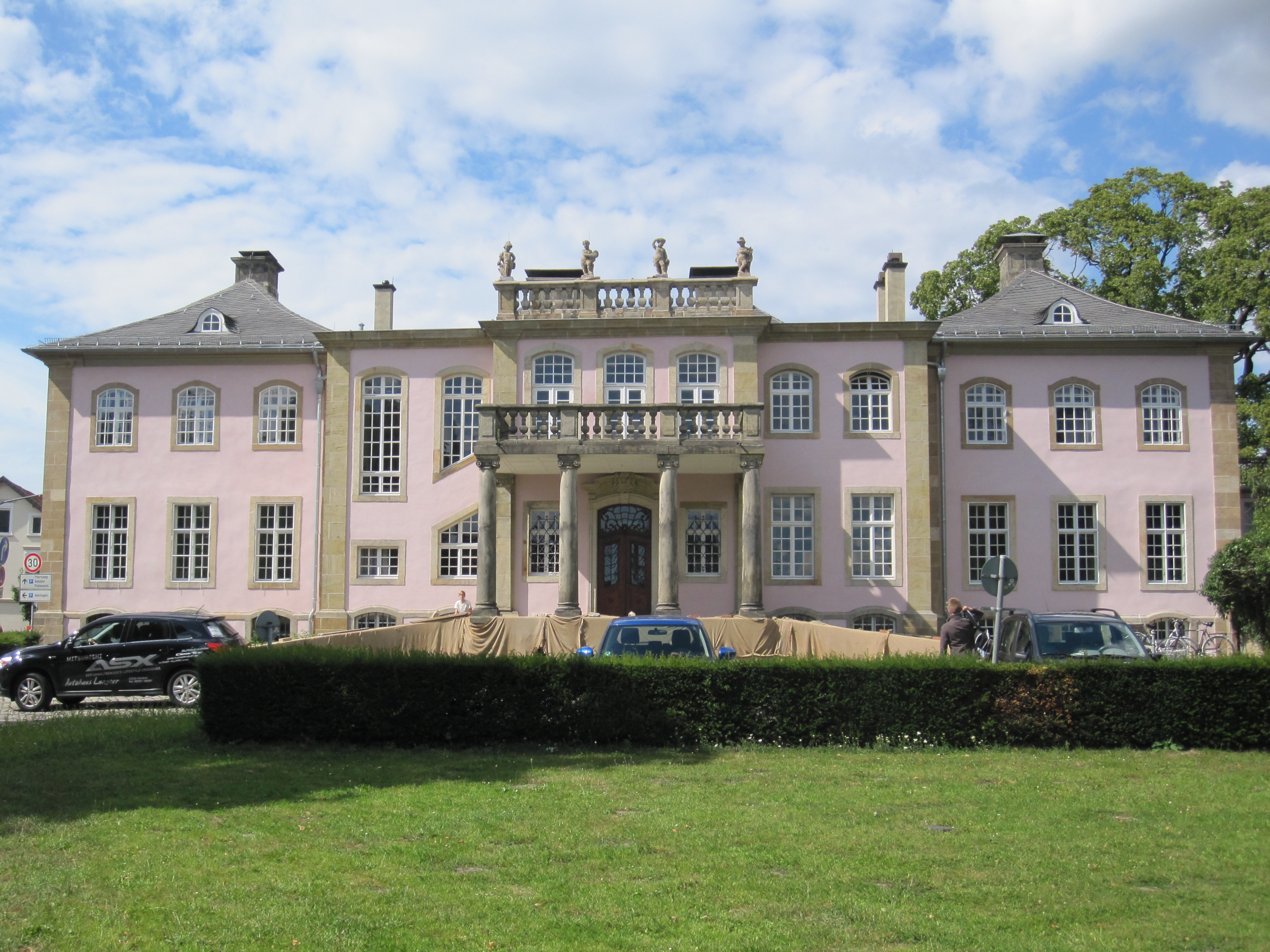
Schloss Stietencron

## Rittergut Schötmar und Schloss Stietencron
Das Rittergut Schötmar wurde 1664 durch den aus Wöbbel stammenden Oberst Simon Moritz von Donop (1613–1676) begründet. Dieser hatte Anfang der 1660er Jahre den Schötmaraner Kirchspielkrug (heute „Korf“) samt allen Privilegien und danach weitere Ländereien und Gebäude erworben. 1664 gelang es Simon Moritz von Donop für sein Anwesen den Status eines Rittergutes zu erwirken. Im Jahr 1729 wurde das Schloss von dem schwedischen und kurhessische Staatsminister August Moritz Abel Plato von Donop erbaut. Es diente als Herrenhaus des Rittergutes Schötmar.
1949 übernahm die Stadt Schötmar den Park und das Schloss als Beigabe. Seit dem Jahr 1983 hat die Musikschule Bad Salzuflen ihren Sitz im Schloss Stietencron.

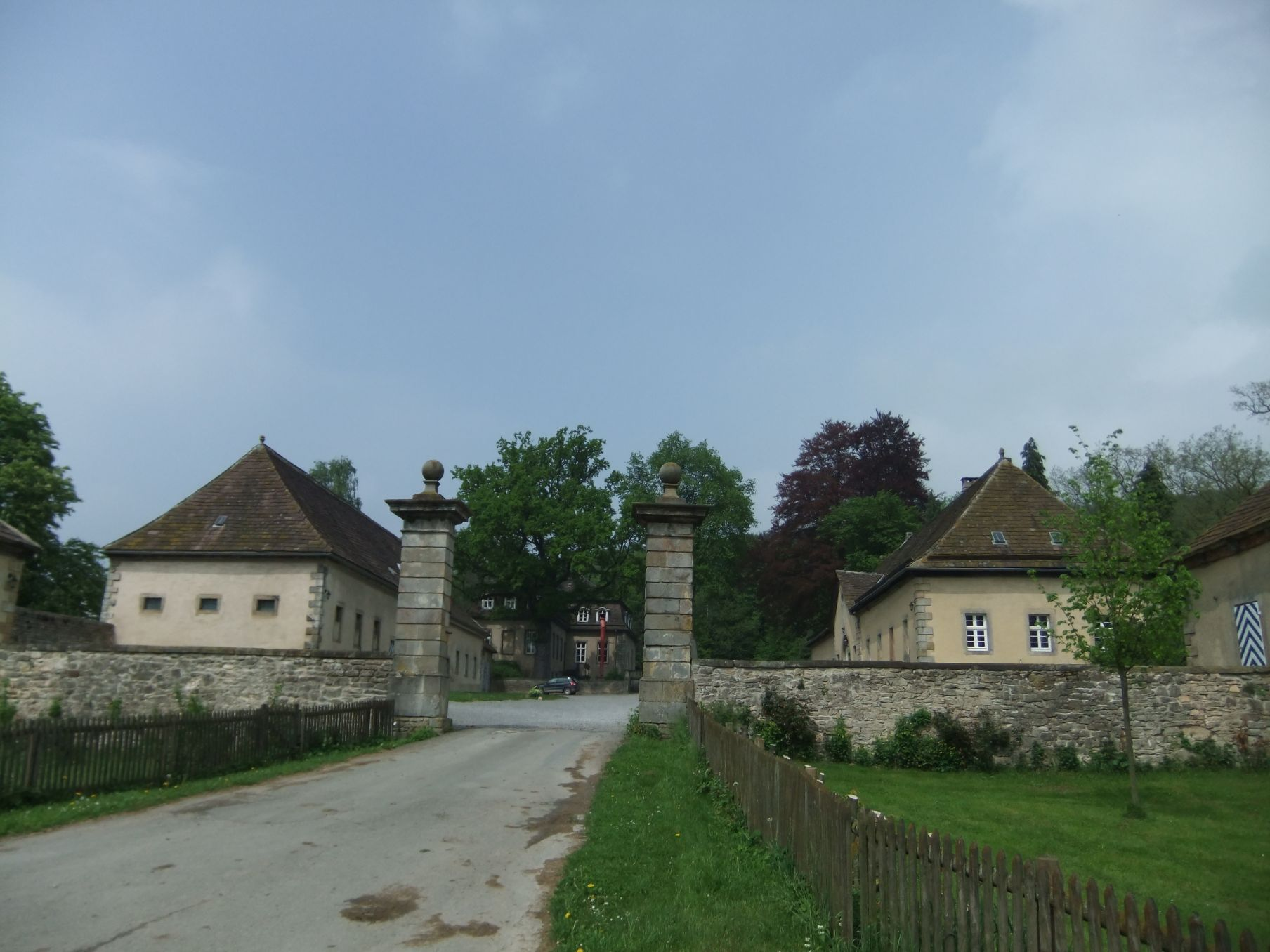
Himmighausen

## Schloss Himmighausen
Die ehemals umgräftete Anlage besteht aus dem Herrenhaus und einem vorgelagerten Wirtschaftshof. Die Anlage wurde in der ersten Hälfte des 18. Jahrhunderts für Karl Heinrich von Donop als Dreiflügelanlage begonnen und um 1890 durchgreifend umgebaut. Dem eingeschossigen Haus auf einem hohen Sockel wurde ein voluminöses Mansardwalmdach aufgesetzt. Das Gebäude ist verputzt und durch genutete Ecklisenen gegliedert. Zum landschaftlich gestalteten Garten führt eine breite Terrasse mit Treppe. Auf dem symmetrischen Wirtschaftshof stehen zwei Torpavillons mit Zeltdach vom Ende des 17. Jahrhunderts und zwei ehemalige Stallgebäude mit übergiebeltem Mittelrisalit und einer Durchfahrt. Das linke ist mit 1720 bezeichnet, das rechte mit Donop und Schilder. Die Dreibogige Remise mit fasziertem Torrahmen und figürlichen Schlusssteinen wurde zum Ende des 17. Jahrhunderts gebaut.
Durch Erbschaft kam Schloss Himmighausen über die Grafen von Oeynhausen im 20. Jahrhundert an die Familie von Puttkamer, die es heute privat nutzt.

## Bekannte Familienmitglieder
- Moritz von Donop (1543–1585), Sohn von Christoph von Donop dem Älteren, kämpfte in der Schlacht auf der Mooker Heide und anderen Schlachten des Achtzigjährigen Krieges, später lippischer Drost; Epitaph in St. Nicolai (Lemgo).
- Levin von Donop (1567–1641), Jurist und Politiker
- Levin Moritz von Donop zu Wöbbel (1636–1695), lippischer Hofbeamter, errichtete 1690 Schloss Wöbbel
- August Moritz von Donop zu Wöbbel (1694–1762), schwedischer und kurhessischer Staatsminister, Erbauer von Schloss Stietencron
- Karl Heinrich von Donop, Reichshofrat von Donop zu Wöbbel, Erbauer von Schloss Himmighausen in der ersten Hälfte des 18. Jahrhunderts
- Karl Emil von Donop (1732–1777), Militär und Oberst (Hessen-Kassel), befehligte hessische Truppen im Amerikanischen Unabhängigkeitskrieg
- Wilhelm Gottlieb Levin von Donop (1741–1819), Obermarschall des Fürstentums Lippe
- Georg Karl Wilhelm Philipp von Donop (1767–1845), Kanzler im Herzogtum Sachsen-Meiningen und Historiker
- Frederic Guillaume von Donop (1773–1815), französischer General, gefallen in der Schlacht bei Waterloo. Unter den Geehrten am Arc de Triomphe
- Auguste von Donop, geb. Antze (1810–1883), Witwe des Hofjägermeisters Franz von Donop; ihr Nachlass ermöglichte der Stadt Detmold den Bau des Donopbrunnens und der Christuskirche
- Hugo von Donop (1840–1895), Offizier, Hofmeister und Zeichner
- Lionel von Donop (1844–1912), deutscher Kunsthistoriker
- Pelham George von Donop (1851–1921), Ältester Sohn von Edward Pelham Brenton von Donop (Vize-Admiral). Der Oberstleutnant von Donop war ein Offizier der Royals Engineers und später leitender Beamter, der für die Überprüfung der Eisenbahn zuständig war.
- Franz von Donop (1854–1938), preußischer Generalmajor
- Stanley Brenton von Donop (1860–1941), Master-General of the Ordnance der britischen Armee

## Wappen und Entstehungssage der Familie
- Blasonierung des Stammwappens im Wappenbuch des Westfälischen Adels: In Silber ein beidseitig gezinnter, rechtsschräger Balken (Sturmleiter). Auf dem gekrönten Helm ein silberner Turm mit rotem Dach, dessen Spitze mit drei silbernen Straußenfedern besteckt ist. Vor dem Turm wiederholt sich der Balken des Schildes. Die Helmdecken sind rot-silbern.[4]
- Blasonierung des Freiherrenwappens gemäß Diplom von 1548 im Wappenbuch des Westfälischen Adels: Im silbernen Schild ein schrägrechtsgelegter roter Steighaken, beiderseits mit je fünf Sprossen. Auf dem mit einer fünfperligen Krone gekrönten Helm ein silberner Turm mit drei Ecktürmchen, jedes mit silbernem Fähnchen; der Turm ist mit der Schildfigur belegt, hat rote Dächer und ist oben mit fünf weißen und roten Straußenfedern besteckt. Schildhalter: Zwei Geharnischte, mit übergeschlagenem rechten Bein, offenen Visier, bloßen Händen; der zu Rechten hält in der Rechten einen langen roten Steighaken, der zur Linken in der Linken eine rote Fahne an brauner Lanze. Die Helmdecken sind rot-silbern.[5]

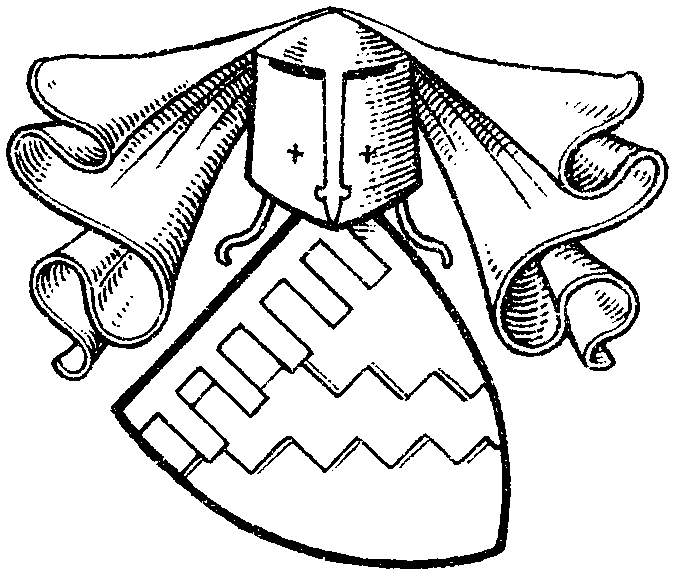
Altes Wappen derer von Donop mit Treppe und Turnierkragen basierend auf einem Siegel des Simon von Donop
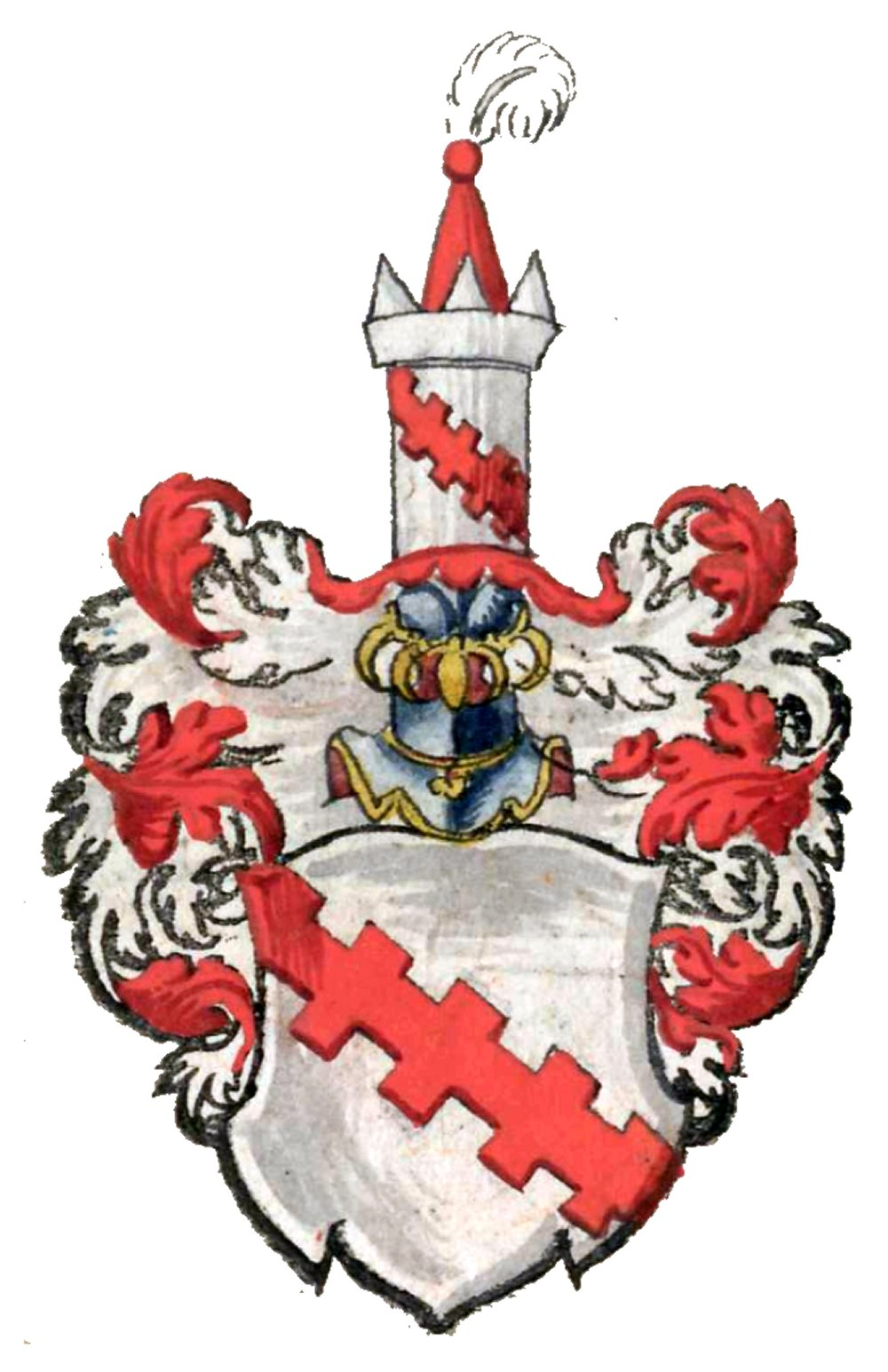
Wappen derer von Donop in einem Kaiserlichen Wappenbuch von 1578
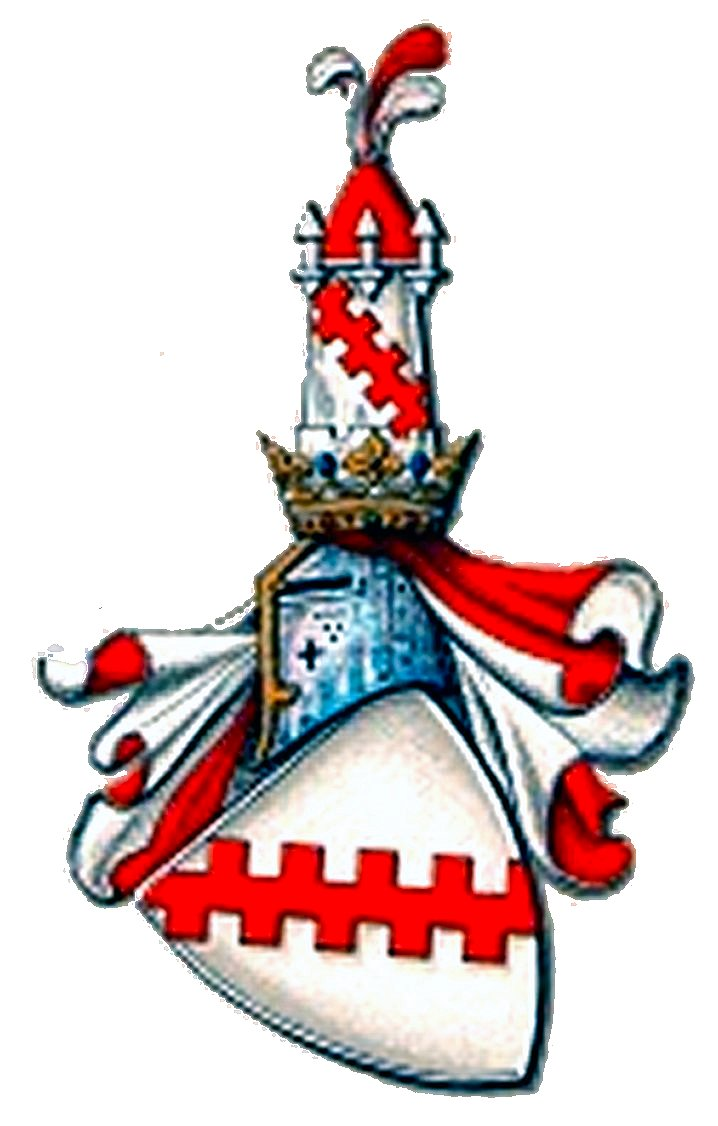
Gotisches Wappen derer von Donop
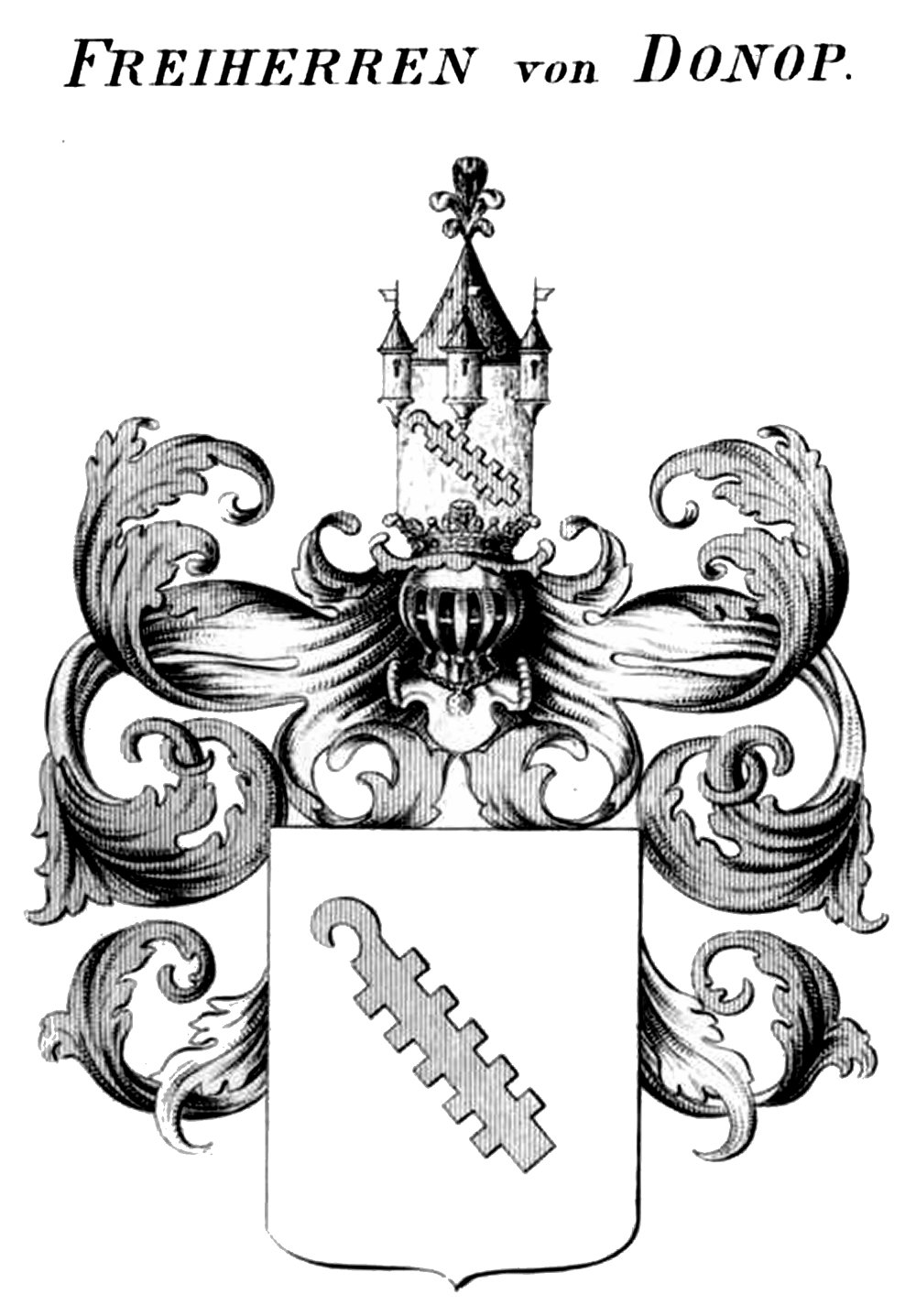
Wappen derer von Donop bei Tyroff, ca. 1860
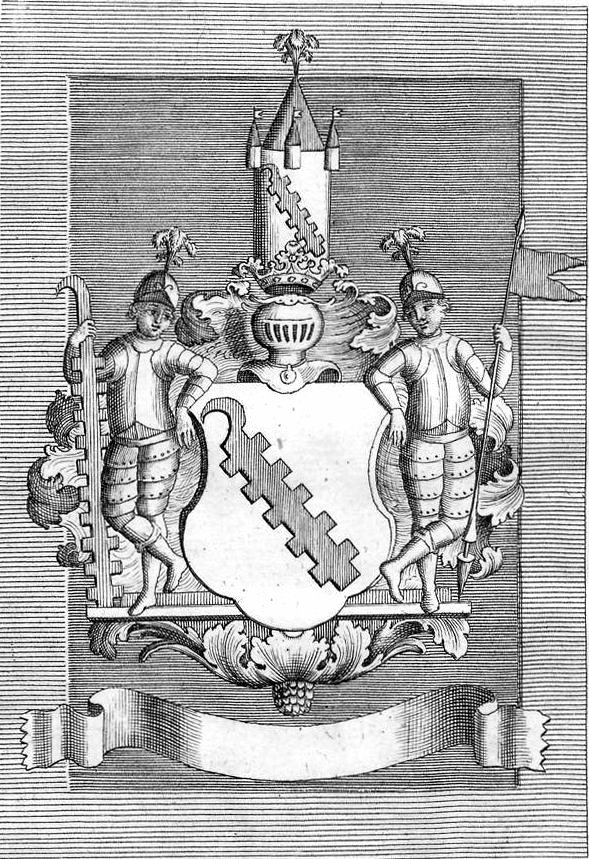
Wappen mit Enterhaken und durchgehenden Sprossen
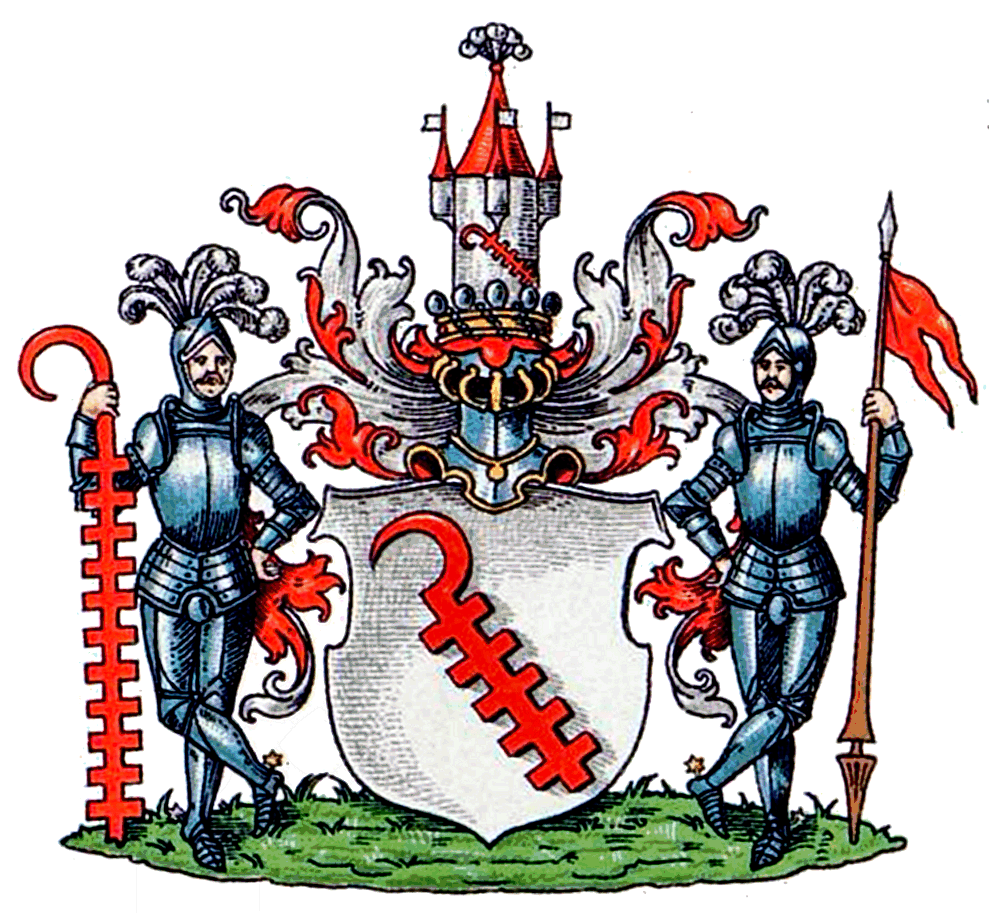
Wappen der Freiherren von Donop von 1548 im Wappenbuch des Westfälischen Adels

Entstehungssage
1. Die Edlen Niedersachsens – einst zogen zum Turnier – es führten die stattlichen Ritter – manch liebliches Fräulein herbei.
2. Und an den Schranken blitzte – gar kriegerisch Schild an Schild, – an alte Ehrenzeichen – reiht sich manch neues Bild.
3. Der Herold prüft die Wappen – gestreng nach seiner Kunst, – da hilft vom kleinsten Makel – auch nicht die größte Gunst.
4. Die jungen Persevanten – stehn rings im Kreis umher, – eifrig zu eigen sich machend – der Wappen geheime Lehr.
5. Steht da ein junger Knappe – naht sich mit blankem Schild – war eine rote Leiter – darauf das Wappenbild
6. „der mit der roten Leiter, – wer ist der junge Fant?“ – fragt Wernher von der Plesse, – der Kölner Domdechant.
7. „Das ist die rote Leiter, – auf der ich jüngst erstieg, – Dein Schloss, die hohe Plesse,“ – Der Kämpe sprachs und schwieg.
8. „Ei“, rief der alte Degen – zum jungen frohgewandt – „nahmst“ Du die steile Plesse, – da nimm auch meine Hand.
9. Du stiegest frischen Mutes – zu meiner Burg hinan – hasts am hellen Tage – recht wie ein Held getan.
10. Dein „do nup“ riefst Du lustig – und stürmest kühn voran – und „do nup“ riefen alle – und folgten Deiner Bahn
11. Und Donup sollst Du heißen – Du tapferer Feuerbrand, – die Donup sollen blühen – im ganzen Vaterland.
12. Der Jüngling stand bescheiden – nur zögernd schlug er ein, – das dünkt ihm zuviel Ehre – für seine Tat zu sein.
13. Am Abend hat im Stechen – erstritten er den Preis, – der Kaiser schlug zum Ritter – das junge Edelreis.
14. Doch Donup hieß im Lande – nach ihm sein ganz Geschlecht, – erprobt in manchem Streite – und blutigen Gefecht.
15. Es trotzt dem Sturm und Zeiten – der Donup edles Haus – und Karl der Fünfte machte – ein freiherrliches daraus.

Der Leitspruch der Familie lautet: pectora adversis ponenda rebus (die Brust entgegen den sich stellenden Widrigkeiten).